# العلاقات الصومالية القطرية
العلاقات الصومالية القطرية هي العلاقات الثنائية التي تجمع بين الصومال وقطر.

## مقارنة بين البلدين
هذه مقارنة عامة ومرجعية للدولتين:
| وجه المقارنة                                              | الصومال                        | قطر           |
| --------------------------------------------------------- | ------------------------------ | ------------- |
| المساحة (كم2)                                             | 637.66 ألف                     | 11.44 ألف     |
| عدد السكان (نسمة)                                         | 14.74 مليون                    | 2.64 مليون    |
| الكثافة السكانية (ن./كم²)                                 | 23.12                          | 230.77        |
| العاصمة                                                   | مقديشو                         | الدوحة        |
| اللغة الرسمية                                             | اللغة الصومالية، اللغة العربية | اللغة العربية |
| العملة                                                    | شلن صومالي                     | ريال قطري     |
| الناتج المحلي الإجمالي (بليون دولار)                      | 7.37 مليار                     | 167.61 مليار  |
| الناتج المحلي الإجمالي (تعادل القوة الشرائية) بليون دولار |                                | 316.40 مليار  |
| الناتج المحلي الإجمالي الاسمي للفرد دولار أمريكي          | 549                            | 73.65 ألف     |
| الناتج المحلي الإجمالي للفرد دولار أمريكي                 |                                | 141.54 ألف    |
| مؤشر التنمية البشرية                                      |                                | 0.850         |
| رمز المكالمات الدولي                                      | +252                           | +974          |
| رمز الإنترنت                                              | .so                            | .qa           |
| المنطقة الزمنية                                           | ت ع م+03:00                    | ت ع م+03:00   |

## منظمات دولية مشتركة
يشترك البلدان في عضوية مجموعة من المنظمات الدولية، منها:
| علم المنظمة | اسم المنظمة                                 | تاريخ انضمام الصومال | تاريخ انضمام قطر |
| ----------- | ------------------------------------------- | -------------------- | ---------------- |
|             | الصندوق العربي للإنماء الاقتصادي والاجتماعي | ?                    | ?                |
|             | يونسكو                                      | 15 نوفمبر 1960       | 27 يناير 1972    |
|             | الأمم المتحدة                               | 20 سبتمبر 1960       | 21 سبتمبر 1971   |
|             | الاتحاد البريدي العالمي                     | ?                    | ?                |
|             | جامعة الدول العربية                         | 14 فبراير 1974       | 11 سبتمبر 1971   |
|             | صندوق النقد العربي                          | ?                    | ?                |
|             | البنك الدولي للإنشاء والتعمير               | 31 أغسطس 1962        | 25 سبتمبر 1972   |
|             | منظمة التعاون الإسلامي                      | ?                    | ?                |
|             | منظمة حظر الأسلحة الكيميائية                | ?                    | ?                |
|             | الاتحاد الدولي للاتصالات                    | 28 سبتمبر 1962       | 27 مارس 1973     |
|             | مؤسسة التمويل الدولية                       | 31 أغسطس 1962        | 11 أكتوبر 2008   |
|             | المركز الدولي لتسوية المنازعات الاستشارية   | 30 مارس 1968         | 20 يناير 2011    |
|             | منظمة الشرطة الجنائية الدولية               | ?                    | ?                |

## أعلام
هذه قائمة لبعض الشخصيات التي تربطها علاقات بالبلدين:
- أكرم عفيف (لاعب كرة قدم قطري، 18 نوفمبر 1996[18] – )
- عادل أحمد (لاعب كرة قدم قطري، 10 نوفمبر 1990 – )
- علي عفيف (لاعب كرة قدم قطري، 20 يناير 1988 – )
- يوسف آدم (12 سبتمبر 1972 – )
- يوسف أحمد (لاعب كرة قدم قطري، 14 أكتوبر 1988 – )

## وصلات خارجية
- موقع وزارة الخارجية الصومالية
- موقع وزارة الخارجية القطرية